# Тітікет (Массачусетс)
Тітікет (англ. Teaticket) — переписна місцевість (CDP) в США, в окрузі Барнстебел штату Массачусетс. Населення — 1663 особи (2020).

## Географія
Тітікет розташований за координатами 41°33′45″ пн. ш. 70°35′14″ зх. д. / 41.56250° пн. ш. 70.58722° зх. д. (41.562579, -70.587349).  За даними Бюро перепису населення США в 2010 році переписна місцевість мала площу 3,49 км², з яких 2,73 км² — суходіл та 0,77 км² — водойми.

## Демографія
Згідно з переписом 2010 року, у переписній місцевості мешкали 1692 особи в 835 домогосподарствах у складі 478 родин. Густота населення становила 484 особи/км².  Було 1645 помешкань (471/км²).
Расовий склад населення:
| - 94,5 % — білих - 1,2 % — чорних або афроамериканців - 0,9 % — азіатів - 0,5 % — корінних американців - 1,7 % — осіб інших рас |

До двох чи більше рас належало 1,3 %. Частка іспаномовних становила 1,3 % від усіх жителів.
За віковим діапазоном населення розподілялося таким чином: 13,5 % — особи молодші 18 років, 51,6 % — особи у віці 18—64 років, 34,9 % — особи у віці 65 років та старші. Медіана віку мешканця становила 56,6 року. На 100 осіб жіночої статі у переписній місцевості припадало 81,9 чоловіків;  на 100 жінок у віці від 18 років та старших — 77,8 чоловіків також старших 18 років.
Середній дохід на одне домашнє господарство  становив 76 011 долар США (медіана — 51 594), а середній дохід на одну сім'ю — 101 370 доларів (медіана — 66 875). За межею бідності перебувало 0,5 % осіб, у тому числі 0,0 % дітей у віці до 18 років та 1,2 % осіб у віці 65 років та старших.
Цивільне працевлаштоване населення становило 683 особи. Основні галузі зайнятості: освіта, охорона здоров'я та соціальна допомога — 36,6 %, роздрібна торгівля — 16,1 %, мистецтво, розваги та відпочинок — 12,3 %, науковці, спеціалісти, менеджери — 9,8 %.